# Cantó de Plouaret
El cantó de Plouaret (bretó Kanton Plouared) és una divisió administrativa francesa situat al departament de Costes del Nord a la regió de Bretanya.

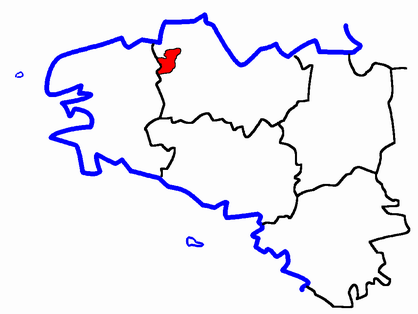
Situació del cantó

## Composició
El cantó aplega 9 comunes :
| Nom bretó        | Nom francès      | Nom gal·ló |
| Logivi-Plougraz  | Loguivy-Plougras | ---        |
| Plouared         | Plouaret         | ---        |
| Plounerin        | Plounérin        | ---        |
| Plounevez-Moedeg | Plounévez-Moëdec | ---        |
| Plougraz         | Plougras         | ---        |
| Plûned           | Pluzunet         | ---        |
| Tonkedeg         | Tonquédec        | ---        |
| Tregrom          | Trégrom          | ---        |
| Ar C'houerc'had  | Le Vieux-Marché  | ---        |

## Història
| Data d'elecció                           | Identitat     | Partit        | Qualitat |
| ---------------------------------------- | ------------- | ------------- | -------- |
| 2001-                                    | Gérard Quilin | Divers gauche |          |
| les dades anteriors no són pas conegudes |               |               |          |
|                                          |               |               |          |